# Stargard (grodzisko)
Stargard – średniowieczne grodzisko położone na terenie dzisiejszego Starego Miasta w Stargardzie.
Grodzisko powstało w IX wieku, w wyniku przeniesienia grodziska w Osetnie na bardziej korzystny teren. Wykorzystywało ono dogodne położenie na naturalnym wzgórzu oblewane z trzech stron wodami rzeki Iny i kanału Młyńskiego. Ograniczeniem od południa był dukt w stronę Maszewa (dzisiejsza ul. Bolesława Chrobrego). Grodzisko znajdowało się na najwyżej położonym terenie, w okolicy dzisiejszej baszty Białogłówki, podgrodzie zajmowało teren niżej położony, nad kanałem Młyńskim.
Od początku istnienia grodzisko było zamieszkiwane i gęsto zabudowane (chaty drewniane i plecionkowe z paleniskiem oraz z zabudowaniami gospodarczymi). Grodzisko pierwotnie posiadało średnicę 120 m i było wyniesione 8 m ponad otoczenie. Od strony Iny chroniony był stromymi skarpami.
Najstarsze umocnienia grodziska stanowiły wał ziemno-drewniany, zastępowany od X wieku konstrukcją skrzyniową wypełnianą głazami, a następnie – już po otrzymaniu praw miejskich – zastąpione murem obronnym.
W kolejnych wiekach grodzisko rozrastało się w kierunku południowym, do koryta Iny.
W okresie od do 1295 roku na terenie grodziska funkcjonował gród kasztelański wraz z zamkiem.